# Rencontres mondiales du logiciel libre
Les Rencontres mondiales du logiciel libre ou RMLL sont un événement annuel dédié au logiciel libre, organisé de 2000 à 2018, principalement en France. Il réunit des associations de défense du logiciel libre. Les RMLL, sont, selon leurs organisateurs, « le plus grand rendez-vous non commercial dans le monde francophone entièrement consacré au logiciel libre et à ses aspects politiques ».

## Présentation
Les Rencontres mondiales du logiciel libre se déroulent chaque année, depuis 2000, au début du mois de juillet. Créées à l'initiative de l’Association bordelaise des utilisateurs de logiciels libres (ABUL), elles ont eu lieu plusieurs années à Bordeaux, puis dans d'autres villes de France ou de pays voisins francophones. La fréquentation de l'événement augmente régulièrement : alors que la première édition avait rassemblé plus de 1 000 personnes venues de plus de 50 pays des cinq continents, ce sont plus de 4 000 visiteurs qui se sont déplacés pour assister à l'édition 2008.
- une rencontre de concepteurs et développeurs venant échanger sur leurs projets dans une ambiance conviviale ;
- une manifestation de sensibilisation au logiciel libre s'adressant à un large public ;
- un rendez-vous des bénévoles avec le « Village des Associations » ;
- un lieu de formation personnelle et professionnelle.

L'organisation de conférences techniques est pour les spécialistes l'occasion d'échanger sur leurs projets, tandis que l'organisation de cycles de conférences « grand public » et d'ateliers pratiques permet à tous de découvrir les logiciels libres et de dialoguer avec les auteurs et utilisateurs des logiciels[source secondaire souhaitée].
Afin de toucher le plus large public possible, les RMLL sont en accès libre et gratuit, et s'appuient sur des structures locales (universités, IUFM, CROUS, chambres de commerce, etc.) pour fournir des prestations d'accueil des conférences, d'hébergement et de restauration à coût très modique[source secondaire souhaitée]. Le « Repas du Libre » est le principal événement social de la manifestation ; 413 convives ont participé à celui de l'édition 2008 à Mont-de-Marsan.

## Logo
Le premier logotype des RMLL a été dessiné pour la manifestation 2001 par André Pascual, cocréateur de Linuxgraphic.org. Il s'agit d'une création vectorielle réalisée dans Sketch. Le choix du personnage et le nom d'Armelle proviennent de l'homophonie du prénom Armelle et de la prononciation anglo-saxonne RMLL. Il a été utilisé jusqu'en 2009.

## Villes d'accueil
(Sauf mentions contraires, les villes d'accueils sont situées en France).
- 2000 : Du 5 au 9 juillet à Bordeaux ;
- 2001 : Du 4 au 8 juillet à Bordeaux ;
- 2002 : Du 9 au 13 juillet à Bordeaux ;
- 2003 : Du 9 au 12 juillet à Metz[6] ;
- 2004 : Du 6 au 10 juillet à Bordeaux ;
- 2005 : Du 5 au 9 juillet à Dijon ;
- 2006 : Du 4 au 8 juillet à Vandœuvre-lès-Nancy[4] ;
- 2007 : Du 10 au 14 juillet à Amiens ;
- 2008 : Du 1er au 5 juillet à Mont-de-Marsan[7] ;
- 2009 : Du 7 au 11 juillet à Nantes ;
- 2010 : Du 6 au 11 juillet à Bordeaux ;
- 2011 : Du 9 au 14 juillet à Strasbourg[8] ;
- 2012 : Du 7 au 12 juillet à Genève ( Suisse) ;
- 2013 : Du 6 au 11 juillet à Bruxelles ( Belgique) ;
- 2014 : Du 5 au 11 juillet à Montpellier ;
- 2015 : Du 4 au 10 juillet à Beauvais ;
- 2017 : Du 1er au 7 juillet à Saint-Étienne[9],[10] ;
- 2018 : Du 7 au 12 juillet à Strasbourg[11].

## Rencontres mondiales du logiciel libre décentralisées
Les Rencontres mondiales du logiciel libre décentralisées (RMLLd) ont eu lieu à l'île de La Réunion dans la ville de Saint-Joseph sur trois éditions en 2011, 2013 et juillet 2016.

## Galerie des événementiels

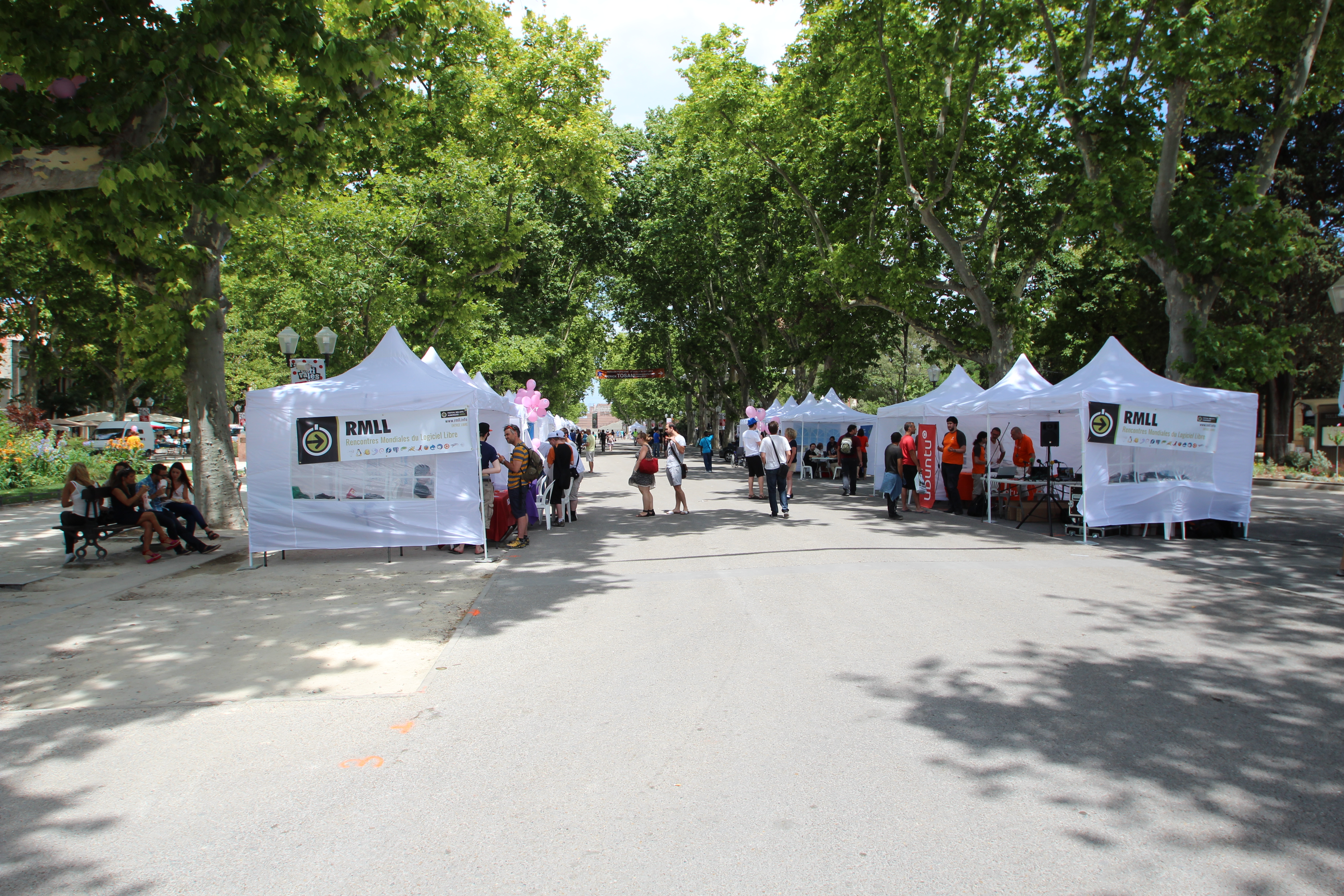
Village des associations lors des RMLL 2014 de Montpellier.
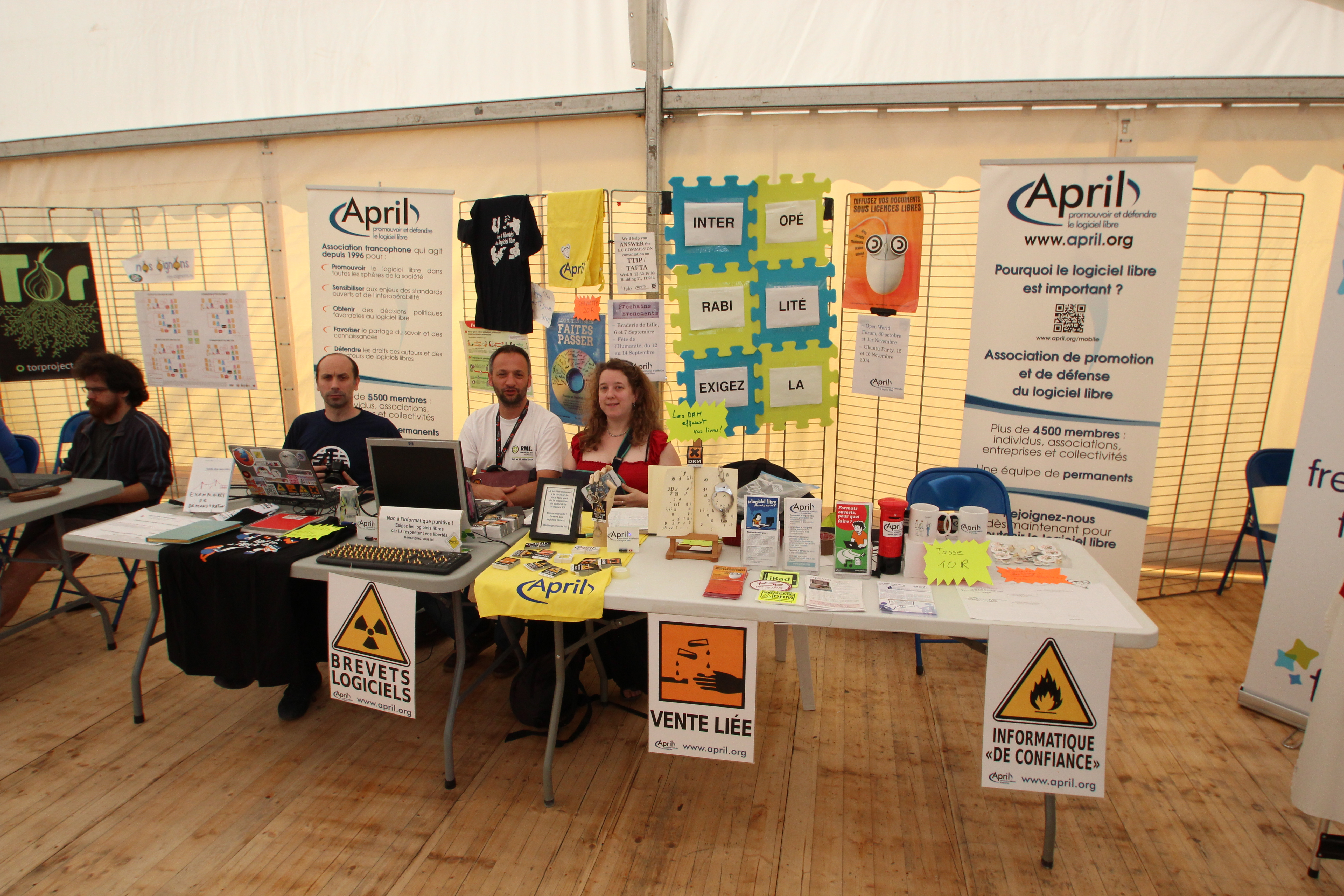
Stand de l'April au Village des associations lors des RMLL 2014 de Montpellier.
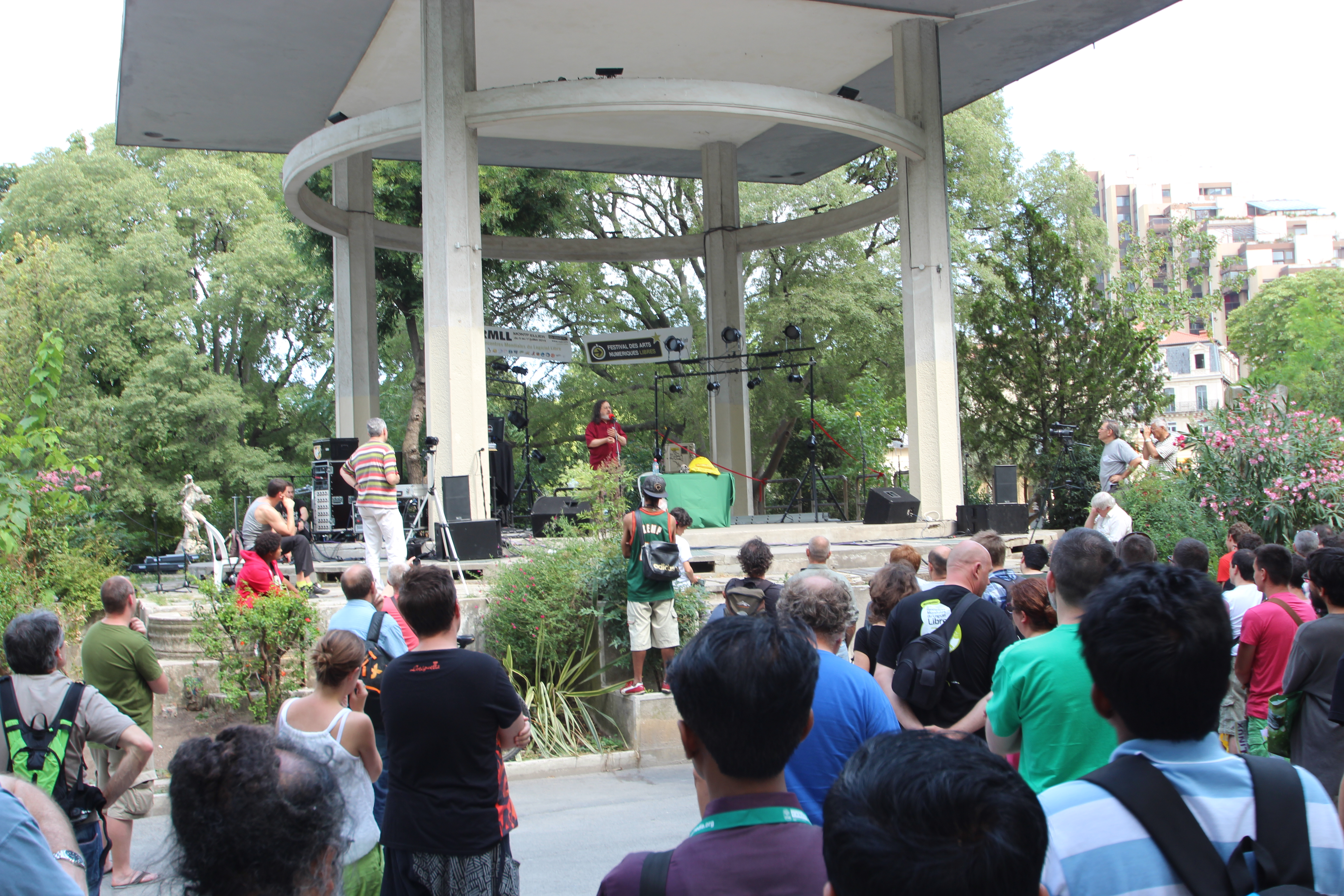
Conférence de Richard Stallman lors des RMLL 2014 de Montpellier.
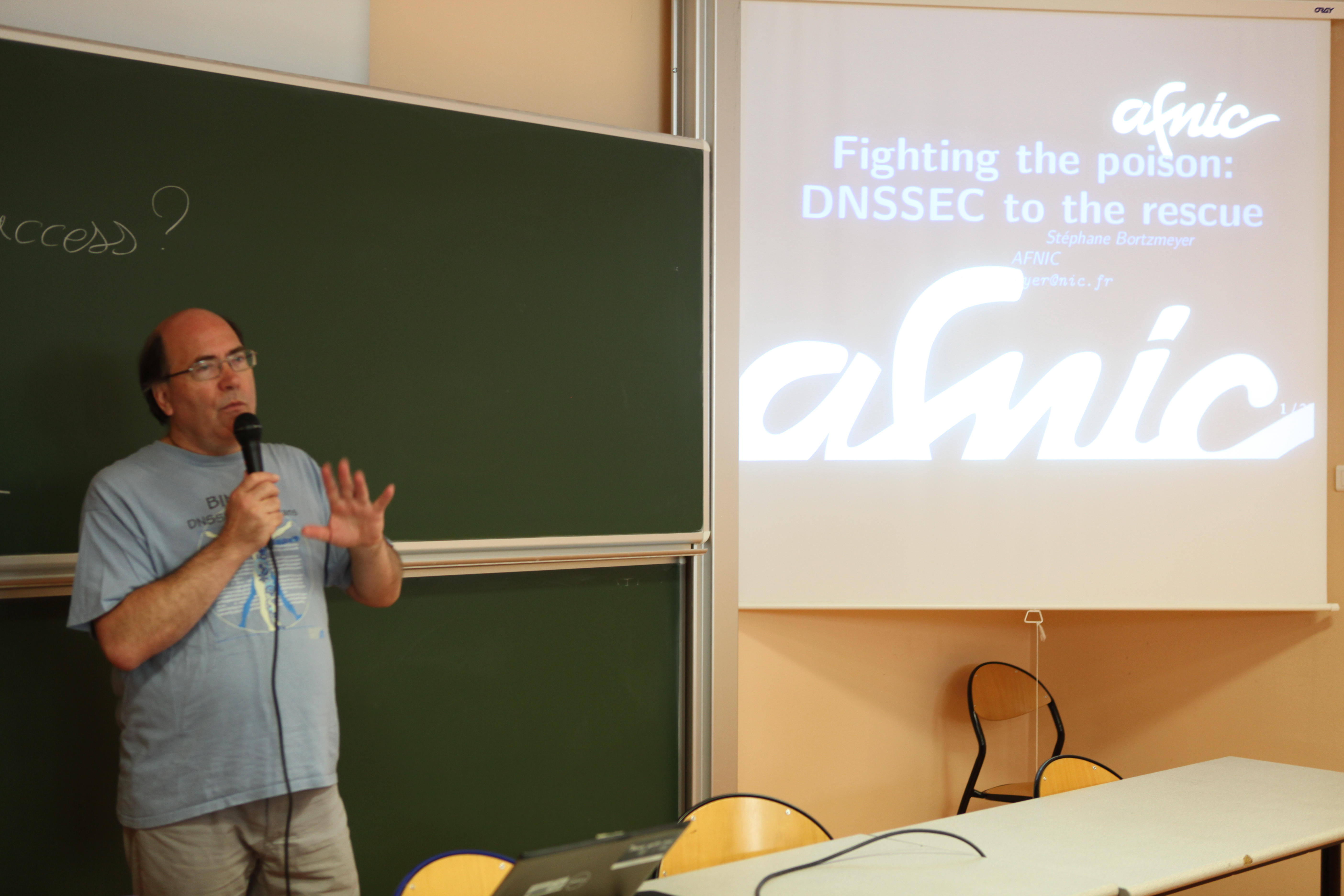
Conférence de Stéphane Bortzmeyer lors des RMLL 2014 de Montpellier.
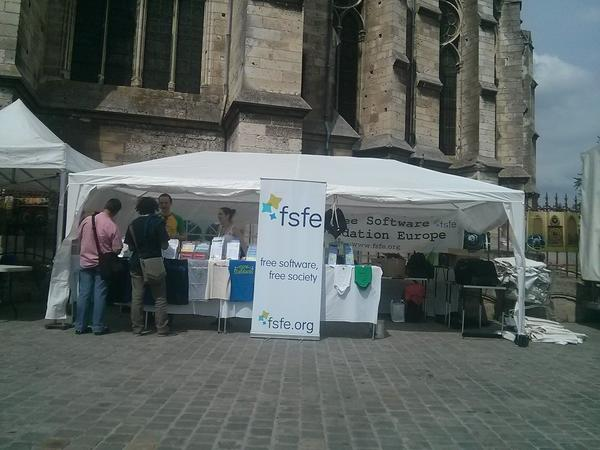
Stand de la Free Software Foundation Europe lors des RMLL 2015 de Beauvais.
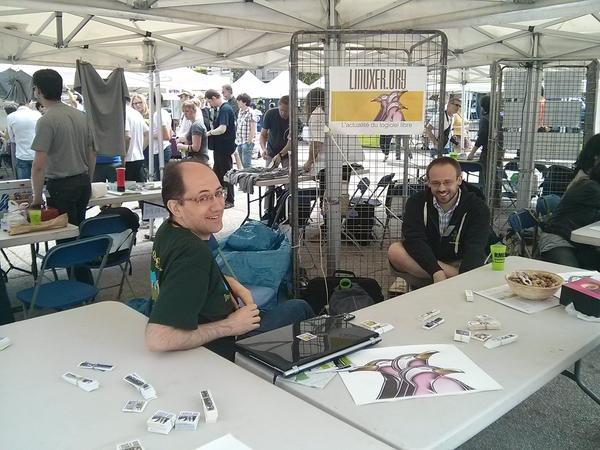
Stand Linuxfr lors des RMLL 2015 de Beauvais.